# كارميلو أنطوني
كارميلو أنطوني (بالإنجليزية: Carmelo Anthony) مواليد 29 مايو 1984، هو لاعب كرة سلة أمريكي يلعب مع فريق نيويورك نيكس في الرابطة الوطنية لكرة السلة ويحمل الرقم 7. يبلغ طوله 6 قدم 8 بوصة (2.0 م).

## فرق لعب لها
- دنفر ناغتس
- نيويورك نيكس
- أوكلاهوما سيتي ثاندر
- هيوستن روكتس
- بورتلاند ترايل بلايزرز
- لوس أنجلوس ليكرز

## الميداليات
| الميدالية | المسابقة                                    |
| --------- | ------------------------------------------- |
| ذهبية     | كرة السلة في الألعاب الأولمبية الصيفية 2008 |
| ذهبية     | كرة السلة في الألعاب الأولمبية الصيفية 2012 |
| برونزية   | كرة السلة في أولمبياد 2004                  |
| ذهبية     | بطولة أمم الأمريكتين لكرة السلة 2007        |

## روابط خارجية
- كارميلو أنطوني على موقع IMDb (الإنجليزية)
- كارميلو أنطوني على موقع الموسوعة البريطانية (الإنجليزية)
- كارميلو أنطوني على موقع إن إن دي بي (الإنجليزية)
- كارميلو أنطوني على موقع قاعدة بيانات الفيلم (الإنجليزية)
- كارميلو أنطوني على موقع الاتحاد الدولي لكرة السلة (الإنجليزية)
- كارميلو أنطوني على موقع إن بي أي (الإنجليزية)
- كارميلو أنطوني على موقع سبورتس رفرنس (الإنجليزية)
- كارميلو أنطوني على موقع كرة السلة الأوروبية.كوم (الإنجليزية)
- كارميلو أنطوني على موقع إي إس بي إن.كوم (الإنجليزية)
- كارميلو أنطوني على موقع كلية كرة السلة في سبورتس رفرنس.كوم (الإنجليزية)
- كارميلو أنطوني على موقع ريلجم (الإنجليزية)
- كارميلو أنطوني على موقع بروبوليرز (الإنجليزية)
- كارميلو أنطوني على موقع سبورتس رفرنس (الإنجليزية)
- كارميلو أنطوني على موقع أوليمبيديا (الإنجليزية)